# 圣艾蒂安拉瓦雷讷
圣艾蒂安拉瓦雷讷（法語：Saint-Étienne-la-Varenne，法語發音：[sɛ̃.t‿etjɛn la vaʁɛn]）是法国罗讷省的一个市镇，属于索恩河畔自由城区。

## 地理
圣艾蒂安拉瓦雷讷（46°4'36"N, 4°37'50"E）面积6.96 平方千米，位于法国奥弗涅-罗讷-阿尔卑斯大区罗讷省，该省份为法国中东部省份，北起顺时针与索恩-卢瓦尔省、安省、里昂大都会、伊泽尔省和卢瓦尔省接壤。
与圣艾蒂安拉瓦雷讷接壤的市镇（或旧市镇、城区）包括：勒佩雷翁、博若莱地区坎谢。

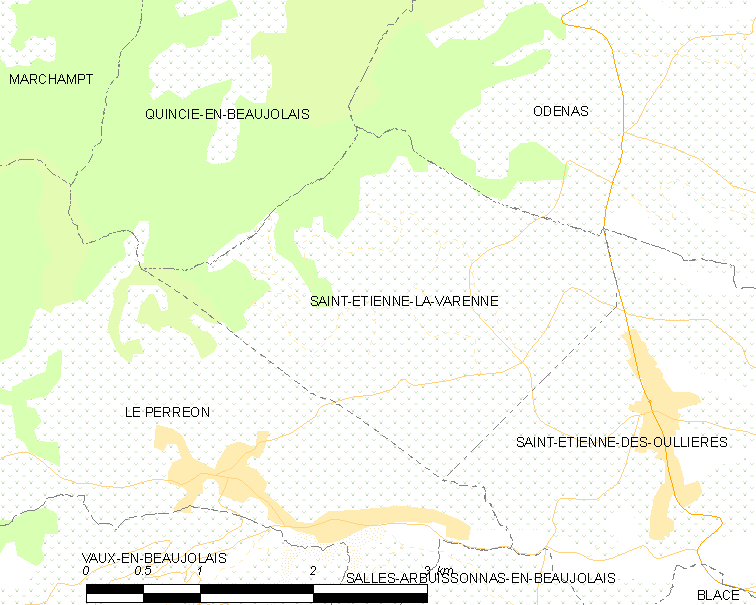
圣艾蒂安拉瓦雷讷的OSM定位图

圣艾蒂安拉瓦雷讷的时区为UTC+01:00、UTC+02:00（夏令时）。

## 行政
圣艾蒂安拉瓦雷讷的邮政编码为69460，INSEE市镇编码为69198。

## 政治
圣艾蒂安拉瓦雷讷所属的省级选区为博若莱地区贝尔维尔县。

## 人口

1962-2008年间圣艾蒂安拉瓦雷讷人口变化图示

圣艾蒂安拉瓦雷讷于2022年1月1日时的人口数量为783人。